# جانی لور
جانی لِوِر (انگلیسی: Johnny Lever؛ زادهٔ ۱۴ اوت ۱۹۵۷) هنرپیشه اهل کشور هند است. وی مشهورترین کمدین کشور هند می‌باشد.او در بیش از سیصد فیلم بازی کرده است و از سیزده بار نامزدی جایزه فیلم فیر برای نقش کمدی برنده دو جایزه شده است.

## فیلم‌شناسی
فهرست برخی از فیلم‌هایی که جانی لور در آن‌ها به ایفای نقش پرداخته‌است:
- نفرت
- گاهی خوشی گاهی غم
- سرانجام
- بازیگر
- داره یه اتفاقایی میفته
- پادشاه
- آهسته و مخفیانه
- دل
- کویلا
- ابر
- کاران آرجون
- من دیوانه عشق هستم
- رفته رفته
- معجزه
- عشق
- مسابقه
- پادشاه هندوستانی
- اتمسفر
- عروس را با خود خواهم برد
- ساوان....فصل عاشقی
- نمی‌توانم تو را فراموش کنم
- یه وقت عاشق نشی
- فقط تو
- انداز
- پیروزی
- آزار
- آواره مجنون دیوانه
- دیوانه مستانه
- دوقلوها ۲
- ۳۶ محله چینی‌ها
- خوشی
- به همسرم جواب نده
- دلداده
- جدایی
- هرج و مرج ۳
- اجنبی
- دشمن بزرگ
- رئیس
- سلام برادر
- کلک در کلک
- عاشقان دیوانه می‌شوند
- پسر شایسته
- بازیکن
- من بازیکن،تو بی‌تجربه
- آقا و خانم بازیکن
- بازیکن بین‌المللی
- بازیکن ۷۸۶
- خانه شلوغ ۲
- ضربه چپ و راست
- ترش و شیرین
- قیمت
- بازیکنان
- دل همچنان هندوستانی است
- عشق
- راجا هندوستانی
- بله قربان
- یکی پیدا شد
- نفرت
- دیوانه
- هرج و مرج دوباره
- آغاز
- سرباز
- راجو چاچا
- ناگهان
- خوب‌صورت
- همه بهترین‌ها: سرگرمی شروع می‌شود
- جان
- شورش را درآوردی
- نایاک: قهرمان واقعی
- بریم عشق‌بازی کنیم
- مرد خائن
- برای عشق کاری خواهد کرد
- جادوی تو
- جادوگر
- قلبم با توست
- دیوانه روانی عاشق
- دیوانه روانی عاشق ۲
- چطوری… عشق
- چقدر باحال هستیم
- وظیفه
- سینگ صاحب بزرگ
- مطرود
- آخر حماقت
- نارسیمها
- درقلب شما هستیم
- داماد قلابی
- بهشت روی زمین
- وجود
- اشک‌ها تبدیل شده‌اند به شعله
- کیشن و کانیا
- مجرم
- منطقه
- داماد پیدا شد
- هیرو هیرلال
- روز عشق
- ساده‌لوح
- ملکه زیبایی و شاه دزد
- بازار سیاه
- شکارچی
- قریب
- من دوست دارم
- عاشق
- همراز
- سلسله عشق
- درآمد هست آنه مخارج یک روپیه
- شلیک با چشم
- پول باشه یار هم میاد
- سانسور
- مرد مجرد
- من برای تو می‌میرم
- هالو شماره یک
- راجا داماد می‌شود
- دو چشم و دوازده دست
- نوکر همسر
- یک راجا و رانی
- قتل
- قتل
- عشق ۸۶
- جلوه
- شادکامی مطلق
- کلاه مخفیانه
- کتاب مقدس رام
- آخرین دادگاه
- خانه شلوغ ۴
- شجاعانه
- من قوی هستم
- پسر هیمالیا
- یک معمای جدید
- حقیقت
- کمین
- از زمانه چه ترسی داریم
- لکه
- چیزی هست
- ترک
- سرگرمی
- باربر درجه ۱
- بی‌نام و نشان
- مارکت
- عصبانیت
- هنگامه ۲
- قانون
- جانشین
- قلب من بارها و بارها می‌گوید
- ماشین
- بیا، آرزو کن
- جبهه آتش
- دختر شماره یک
- خوش‌شانس
- زلزله
- رابطه با درد
- من دیوانه‌ام

## جوایز
وی همچنین برنده جوایزی همچون جوایز فیلم‌فیر شده‌است.